# Tabebuia jackiana
Tabebuia jackiana là một loài thực vật thuộc họ Bignoniaceae. Đây là loài đặc hữu của Cuba.